# Зверев, Олег Юрьевич
Олег Юрьевич Зверев (род. 7 мая 1967, д. Молдино, Удомельский район, Калининская область, РСФСР, СССР) — российский военачальник. Командующий Каспийской флотилией (2024—н.в.). Контр-адмирал (2015).

## Биография
Родился 7 мая 1967 года в деревне Молдино, Удомельского района, Калининской области. В 1991 году окончил Высшее военно-морского училище подводного плавания имени Ленинского комсомола. В 1999 году окончил высшие специальные офицерские классы Военно-Морского Флота (ВСОК ВМФ). С 8 октября 2002 года по 29 февраля 2008 года был командиром подводной лодки К-461 «Волк» проекта 971 «Щука-Б». В 2010 году окончил Военно-морскую академию имени Кузнецова, с того же 2010 года на протяжении двух лет проработал начальником 510 учебного центра Военно-Морского Флота имени Л. Г. Осипенко в Обнинске, а затем более пяти лет — начальником отдела боевой подготовки Северного флота. 21 февраля 2015 года ему было присвоено звание контр-адмирал. В 2020 году окончил Военную академию Генерального штаба Вооружённых сил Российской Федерации. В декабре 2020 года был назначен командиром Беломорской военно-морской базой. Эту должность он занимал до мая 2024 года, когда Указом Президента России был назначен командующим Каспийской флотилией.

## Семья
Женат, имеет двух дочерей.

## Награды
- Орден Александра Невского
- Орден Мужества
- Орден «За морские заслуги»
- Медаль ордена «За заслуги перед Отечеством»
- Медали РФ